# لغز البحر
لغز البحر (بالإنجليزية: The Mystery of the Sea)‏ هي رواية بقلم برام ستوكر، وقد نشرت في عام 1902. واشتهر ستوكر عام 1897 برواية دراكولا، ولكن لغز البحر تحتوي على نفس العناصر القصصية المقنعة. وهي تروي قصة إنكليزي يعيش في أبردينشاير، اسكتلندا يلتقي بصاحبة أملاك أمريكية ويقع في حبها. وهي مشتركة في أعمال الحرب الأمريكية الإسبانية، وتحتوي القصة على عدة حبكات معقدة تنطوي على البصيرة والخطف والرموز السرية، تنكشف هذه الحبكات على مدار الرواية. تحتوي الرواية على عنصر الخوارق، ولكنها تعتبر رواية إثارة سياسية في مجملها. استقى ستوكر الرواية من تجربته الشخصية، ويدخل مسارات تاريخية من الحرب الإسبانية الأمريكية فضلا عن الصراع في القرن السادس عشر بين إسبانيا وإنجلترا الإليزابيثية، ويستخدم هذه الأحداث للبحث في مواضيع هامة في زمنه مثل الهوية الوطنية والمفاهيم المتغيرة للأنوثة. ورغم أن الرواية تلقت الاستحسان والنقد من العديد من النقاد وقت نشرها بنفس الاهتمام الذي حظيت به رواية دراكولا، فقد طغت الرواية الأخيرة على رواية لغز البحر بما نالته من بحوث ونقد.